# Lum no Love Song
Lum no Love Song (ラムのラブソング?, Ramu no Rabu Songu) è un brano musicale della cantante Yuuko Matsutani, pubblicato come suo singolo di debutto il 21 ottobre 1981 dalla Pony Canyon. Il brano è principalmente noto per essere stato utilizzato come prima sigla d'apertura della serie televisiva anime Lamù, per gli episodi dal primo al settantasettesimo. Sul singolo è presente sul lato B il brano Uchū wa taihen da!, sigla di chiusura della serie. Entrambi i brani sono scritti da Akira Ito ed arrangiati da Izumi Kobayashi.
L'annuale sondaggio Anime Grand Prix, condotto dalla rivista di settore Animage nel 1981, ha rivelato che Lum no Love Song era la sigla di anime più amata dal pubblico giapponese di quell'anno. L'anno seguente il brano si confermò alla decima posizione.
Nel 2009 il brano è stato oggetto di cover da parte della cantante Misono, e pubblicato come singolo intitolato Urusei Yatsura no Theme ~Lum no Love Song~ (うる星やつらのテーマ～ラムのラブソング～?) il 23 settembre 2009. Questa cover è arrivata alla diciottesima posizione della classifica Oricon dei singoli più venduti in Giappone.

## Tracce
Vinile Canyon, 7A-0128
1. Lum no Love Song (ラムのラブソング?)
2. Uchū wa taihen da! (宇宙は大ヘンだ!?)